# Atherix flavipes
Atherix flavipes är en tvåvingeart som först beskrevs av Fabricius 1781.  Atherix flavipes ingår i släktet Atherix och familjen bäckflugor.
Artens utbredningsområde är Tyskland. Inga underarter finns listade i Catalogue of Life.